# Pierbattista Pizzaballa

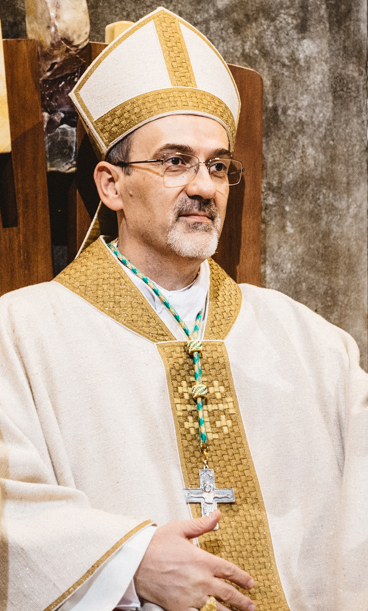
Pierbattista Pizzaballa, 2016

Pierbattista Kardinal Pizzaballa OFM (* 21. April 1965 in Cologno al Serio, Provinz Bergamo) ist ein italienischer Ordensgeistlicher und Lateinischer Patriarch von Jerusalem.

## Leben

Kardinalswappen

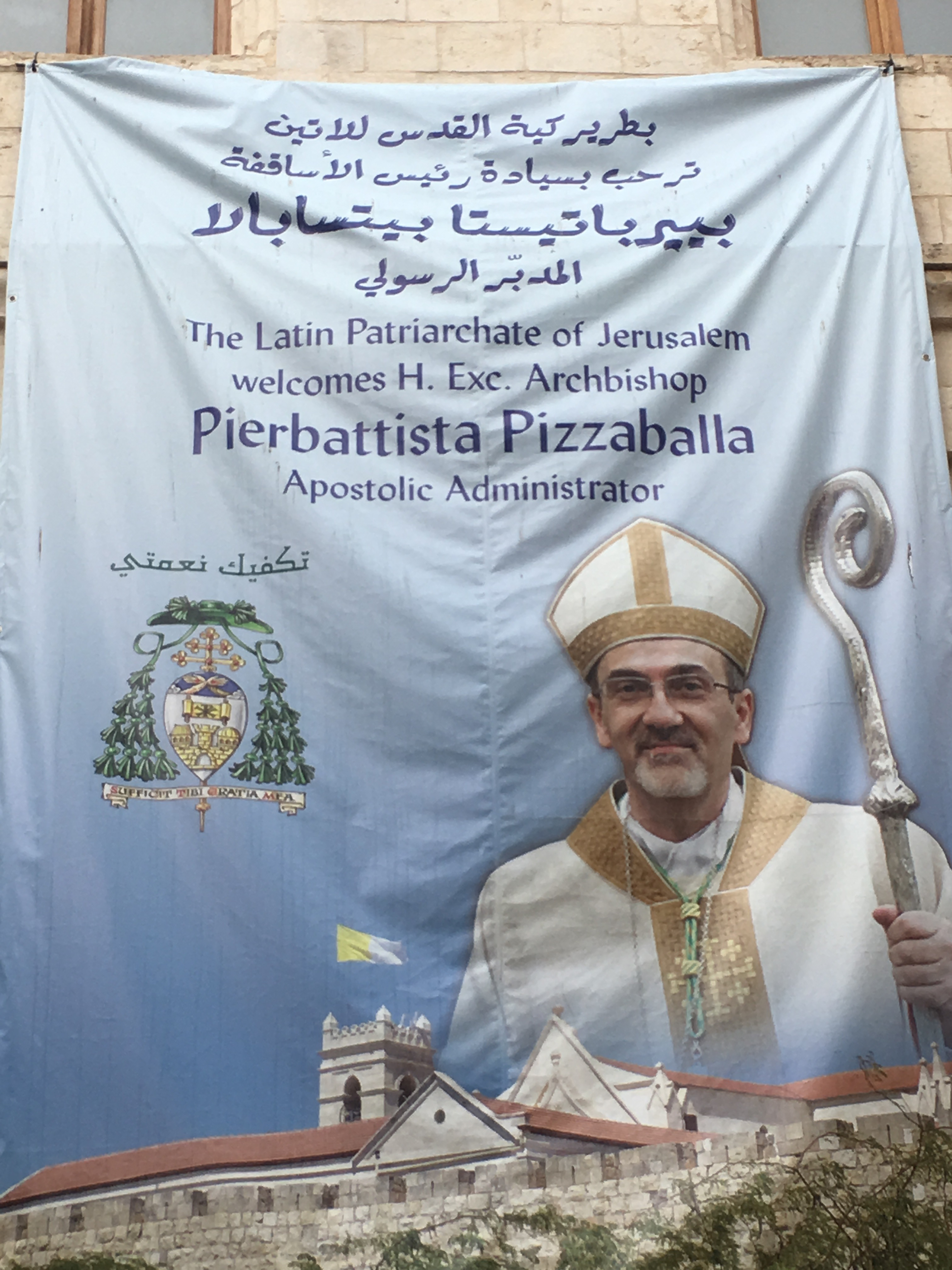
Willkommensbanner für Pierbattista Pizzaballa (Lateinisches Patriarchat von Jerusalem)

Pierbattista Pizzaballa trat 1984 der Ordensgemeinschaft der Franziskaner auf La Verna bei. Am 7. September 1985 legte er die erste und am 14. Oktober 1989 die ewige Profess ab. Nach seinem Studium am Pontificio Athenaeum Antonianum, der Ordenshochschule der Franziskaner in Rom, empfing er am 27. Januar 1990 die Diakonweihe und am 15. September 1990 in Bologna die Priesterweihe durch Kardinal Giacomo Biffi. Noch im selben Jahr wurde er von seiner italienischen Ordensprovinz zum Studium an das Biblicum Franciscanum nach Jerusalem entsandt. Er studierte zudem Hebräisch und Semitische Sprachen an der Hebräischen Universität Jerusalem. 1998 bis 2004 war er Professor für biblisches Hebräisch und Judaismus am „Studium Biblicum Franciscanum“ und am „Studium Theologicum Jerosolymitanum“.
Zwischen 2001 und 2004 war er Oberer des Klosters der Hl. Simeon und Anna in Jerusalem und leitete die dort beheimatete Gemeinde der hebräischsprachigen Katholiken. 2005 bis 2008 war er Bischofsvikar des Lateinischen Patriarchats von Jerusalem und zuständig für die hebräischsprachigen Katholiken im Heiligen Land.
Am 15. Mai 2004 wurde er zum Kustos des Heiligen Landes gewählt. Damit war er von Amts wegen Präsident der Associazione pro Terra Sancta (ATS), dem Hilfswerk der Franziskaner im Heiligen Land. Zugleich war er Vorsitzender der Kommission für die Evangelisierung bei der Kustodie des Heiligen Landes und Mitglied deren Kommission für das Judentum und den Islam. Als Kustos war er für die Arbeit der Franziskaner im Nahen Osten zuständig und betreute römisch-katholische Christen in Israel, Palästina, Syrien, Jordanien, Ägypten, im Libanon, auf Zypern und Rhodos. 2016 übergab er sein Amt als Kustos an seinen Mitbruder Francesco Patton.
Papst Franziskus ernannte ihn am 24. Juni 2016 zum Titularerzbischof pro hac vice von Verbe und zum Apostolischen Administrator des Lateinischen Patriarchats von Jerusalem. Die Amtseinführung als Apostolischer Administrator fand am 15. Juli desselben Jahres statt. Am 10. September 2016 spendete ihm der Kardinalpräfekt der Kongregation für die orientalischen Kirchen, Leonardo Sandri, die Bischofsweihe. Mitkonsekratoren waren der emeritierte Patriarch von Jerusalem, Fouad Twal, und der Bischof von Bergamo, Francesco Beschi.
Pierbattista Pizzaballa wurde am 26. Oktober 2016 in Rom von Kardinal-Großmeister Edwin Frederick O’Brien in den Ritterorden vom Heiligen Grab zu Jerusalem investiert und zum Pro-Großprior des Päpstlichen Laienordens ernannt. Pizzaballa ist zudem Großkreuz-Konventualkaplan ad honorem des Malteserordens.
Am 31. Mai 2017 ernannte ihn Papst Franziskus zum Mitglied der Kongregation für die orientalischen Kirchen.
Am 24. Oktober 2020 ernannte ihn Papst Franziskus zum Lateinischen Patriarchen von Jerusalem, am 28. Oktober 2020 empfing Pizzaballa vom Papst selbst das Pallium. Am 4. Dezember 2020 wurde er in sein Amt eingeführt. Pizzaballa gab sich das Motto “Sufficit tibi gratia mea” (2 Kor 12,9 , deutsch: „Meine Gnade genügt dir“). Das Amt des Lateinischen Patriarchen von Jerusalem geht auf die Kreuzritterzeit zurück und wurde 1874 von Papst Pius IX. wiederbelebt.
Mit Übernahme des Amtes des Lateinischen Patriarchen von Jerusalem ist er zudem Präsident der Konferenz der lateinischen Bischöfe der arabischen Regionen (Arabische Bischofskonferenz) und Präsident der Versammlung der katholischen Ordinarien des Heiligen Landes. Neben Italienisch und Lombardisch spricht Pizzaballa fließend Hebräisch und Arabisch sowie Englisch.
Im Konsistorium vom 30. September 2023 nahm ihn Papst Franziskus als Kardinalpriester mit der Titelkirche Sant’Onofrio am Verwaltungssitz des Ritterordens vom Heiligen Grab zu Jerusalem in das Kardinalskollegium auf. Die für den 15. April des folgenden Jahres vorgesehene Besitzergreifung seiner Titelkirche wurde kurzfristig abgesagt. Am 1. Mai 2024 nahm er seine Titelkirche San Onofrio in Rom in Besitz.
Am 4. Oktober 2023 berief ihn Papst Franziskus zum Mitglied des Dikasteriums für die orientalischen Kirchen und des Dikasteriums zur Förderung der Einheit der Christen.
Nach dem Terrorangriff der Hamas auf Israel am 7. Oktober 2023 warnte Pierbattista Pizzaballa in einer ersten Stellungnahme am selben Tag vor einem allgemeinen Krieg im Nahen Osten: „Was heute geschehen ist, kann nicht zu einem Krieg führen – es ist bereits ein Krieg.“ Seiner Stellungnahme schlossen sich am selben Abend die Patriarchen und andere Oberhäupter der Kirchen im Heiligen Land in einer gemeinsamen Stellungnahme an. Weil er darin von einer „vom Gazastreifen ausgehenden Operation“ gesprochen hatte, wurde ihm in der Frankfurter Allgemeinen Zeitung vorgeworfen, er habe es in seiner ersten Stellungnahme vermieden, den Massenmord mit klaren Worten zu verurteilen und die Täter beim Namen zu nennen. Drei Tage später entschuldigte sich Pizzaballa. Er habe die Erklärung „ohne Kenntnis des ganzen Horrors der Hamas-Angriffe verfasst“. Auch der gemeinsame Aufruf der Patriarchen sei zu einem Zeitpunkt formuliert worden, als das volle Ausmaß der Ereignisse noch nicht bekannt gewesen sei. Nachdem Papst Franziskus die Freilassung der beim Terrorangriff von der Hamas Verschleppten gefordert hatte, bot sich Pizzaballa im Austausch gegen die entführten Kinder an.
Am 30. April 2024 wurde Pizzaballa im Magistralpalast des Malteserordens in Rom vom Großmeister des Souveränen Malteserordens, Fra’ John Dunlap, mit dem Kreuz zum Ehren- und Devotions-Bailli mit Großkreuz (italienisch Croce di Balì Cavaliere di Gran Croce di Onore) geehrt.
Als erster Kirchenführer seit Kriegsbeginn besuchte Pizzaballa Mitte Mai 2024 vier Tage lang den Gazastreifen. Der Besuch war Auftakt eines gemeinsamen Hilfsprojekts mit dem Malteserorden und dessen Hilfswerk Malteser International. Was er dort gesehen habe, habe ihn an einen Besuch in Aleppo (Syrien) 2015 erinnert. Obwohl sich die humanitäre Versorgung im Vergleich zu den ersten Kriegsmonaten verbessert habe, fehle es immer noch an allem, sagte Pizzaballa. Die Stadt Gaza sei teils bis zur Unkenntlichkeit zerstört.
Für das Konklave 2025 galt Pizzaballa nicht nur als papabile, er wurde von vielen Buchmachern auch als Favorit angeführt.
Am 24. Juni 2025 berief ihn Papst Leo XIV. zum Mitglied des Dikasteriums für die Institute geweihten Lebens und für die Gesellschaften apostolischen Lebens und am 3. Juli 2025 zum Mitglied des Dikasteriums für den Interreligiösen Dialog.

## Veröffentlichungen
- Die Kirchen und die Schoah. Ansprache zum Schoah-Gedenktag am 25. April 2006 in der Universität Tel-Aviv. In: Kirche und Israel. Band 21, 2006, S. 109–119.
- Kustodie des Heiligen Landes und der Ritterorden des Heiligen Grabes von Jerusalem. (PDF; 3,2 MB). In: Ritterorden vom Heiligen Grab zu Jerusalem, AD 2009, S. 50–54.